# One Switch Cafe
『One Switch Cafe』（ワン・スイッチ・カフェ）は、東北放送（TBCテレビ）にて2009年10月5日より放送されている平日昼前枠の生活情報番組である。通称『ワンカフェ』『OSC』。本番組は『ウォッチン!みやぎ』のセットを使用して放送されており、単独番組としては2021年3月22日を以て終了したが、同年3月29日より『ウォッチン!みやぎ』の平日昼前枠版『ひるまでウォッチン!』の内包番組かつミニインフォメーション企画として11:10頃から5分間、週5回放送されている。

## 出演者
- ニードル

### 過去の出演者
特記事項のある人物以外、いずれもTBCアナウンサー（当時含む）
- 大久保悠（2009年10月 - 2010年3月）
- 林朝子（2010年4月 - 2011年9月）
- 菊地舞美（2011年10月 - 2013年3月）
- 粟津ちひろ（2013年4月 - 2014年3月）
- 瀬野ユリエ（仙台在住のモデル、2014年4月 - 2015年3月）
- 袴田彩会（2015年4月 - 2015年6月）
- 斉藤百香（2015年7月 - 2019年3月）
- 熊谷望那（2019年4月 - 2019年6月）
- 野口美和（2019年7月 - 2020年6月）
- 三浦菜摘（2020年7月 - 2021年3月）

## 放送時間
- 2009年10月5日 - 2011年3月7日・2017年10月2日 - 月曜 9:55 - 10:25
- 2011年4月4日 - 2011年6月27日 月曜 9:55 - 10:20
- 2011年7月4日 - 2016年7月27日 月曜 9:55 - 10:35
- 2015年8月3日 - 2017年9月25日 月曜 9:55 - 10:30
- 2017年10月2日 - 2021年3月22日 月曜 9:55 - 10:25
- 2021年3月29日 - 平日 11:10頃-11:15頃※「ひるまでウォッチン！」内

## コーナー
- お気に入りCafe（番組開始時 - 2011年12月）
店独自のこだわりがある喫茶店・飲食店を1軒紹介するコーナー。
- うマイミ～チェック（2012年1月 - 2013年3月）
食レポやものづくり体験に菊地が挑戦するコーナー。
- あ!What's!?満腹日誌（2013年4月 - 2014年3月）
食レポやものづくり体験に粟津が挑戦するコーナー。
- ONE SWITCH PRESS（2011年4月 - ）
TBCの若手アナウンサーが様々な生活情報を紹介していくコーナー。
- ニードルのイギナリんめぇ～（2014年3月31日 - ）
ニードルが県内のおいしい店を探訪するコーナー。

## 特番による休止・変更
- 年末年始編成以外では、毎年9月中旬にJNN系列局であるRKB毎日放送が制作する全国ネットの特別番組放送時などの特別編成時に繰り下げまたは休止となる。
- 2011年3月11日に発生した東北地方太平洋沖地震（東日本大震災）の報道特別番組放送のため、3月14日から3月28日まで放送休止となった。